# 데브레첸 대학교
데브레첸 대학(헝가리어: Debreceni Egyetem)은 헝가리의 대학교이다. 데브레첸 칼빈대학(the Calvinist College of Debrecen)이란 이름으로 문을 열었다.

## 논란

### 국제반 운영
데브레첸 의대는 공식적인 '분교(Branch School)’로 인정한 거창국제학교를 통해서만 한국인 유학생을 선발한다. 의대에 입학하려면 거창국제학교에서 2년 6개월 가량의 교육 과정을 거친 뒤 별도의 현지 입학시험을 통과해야 한다. 데브레첸 의대에 재학중인 유학생의 95%는 의사 부모를 둔 것으로 드러났으며, 요구되는 대학수학능력시험 점수도 본국 의대에 비해 월등히 낮은 3등급 수준으로 알려져있다. 이에 2022년 대한민국의 단체인 공정한사회를바라는의사들의모임은 데브레첸 대학교 등 헝가리 4개 의대를 대상으로 한 보건복지부의 인정은 무효라며 행정소송을 제기했다.
PD수첩의 보도에 따르면 헝가리 내 의대는 한국인의 합격률이 90%가 넘지만 졸업하기 어려우며, 헝가리어를 익혀야 하는 등의 요건 때문에 유급을 당하는 경우가 1학년 50%, 2학년 70%에 달한다고 한다. 이는 엄청난 비용 문제를 야기시키며 2019년 현재까지 국가 의사시험에 합격한 대한민국 국적 유학생은 25명에 불과한 것으로 나타났다. 국제 학생의 학비는 연간 2000만원에 달한다.
국시원 관계자는 한국인 유학생들은 영어로 의과 교육을 받는다며 한국어로 된 의학용어 수업도 어려운데 유창한 영어를 구사하는 것도 아닌 유학생들이 과연 수업을 잘 따라갈 수 있을지 우려된다는 인터뷰를 가졌다. 이어 해당 대학에서의 경험이 국내 의료의 질에 부정적 영향을 끼치는 것은 아닌지 우려스렵다는 입장을 밝혔다.

### 학내 범죄
2022년 데브레첸 대학교의 공과대학 학생회 대표 마테 비하리는 학교 내에서 다수의 공식 문서 위조, 직원에 대한 공격, 무기 사용 그리고 시험에서의 부정 행위가 발각되었다고 밝혔다. 학생회 대표는 학생들의 건전한 학교 생활을 촉구했으며 현지 언론인 데브레체너가 학교에 해당 문제를 문의했을 때 아무런 답변을 받을 수 없었다고 보도했다.

## 연혁
- 1538년 : 개혁 대학(Református Kollégium)으로써 설립.
- 1912년 : 헝가리 국립 대학교(Magyar Királyi Tudományegyetem)로 설립. 공식적으로 이 학교가 현재의 데브레첸 대학의 전신이다.
- 1921년 : 데브레첸의 이스트반 티차 헝가리 왕립 대학교(Debreceni Magyar Királyi Tisza István Tudományegyetem)로 개칭.
- 1950년 : 데브레첸 대학교(Debreceni Tudományegyetem)로 개칭.
- 1952년 : 라조스 코수트 대학교(Kossuth Lajos Tudományegyetem)로 개칭.
- 2000년 : 여러 다른 상급 교육기관을 흡수 합병하여 현재의 이름으로 개칭.
- 2009년[출처 필요] : 데브레첸 국립 치•의과대학 의학기초과정 한국캠퍼스 거창국제학교 (BMC-KOREA) 설립